# Kloster Stuben

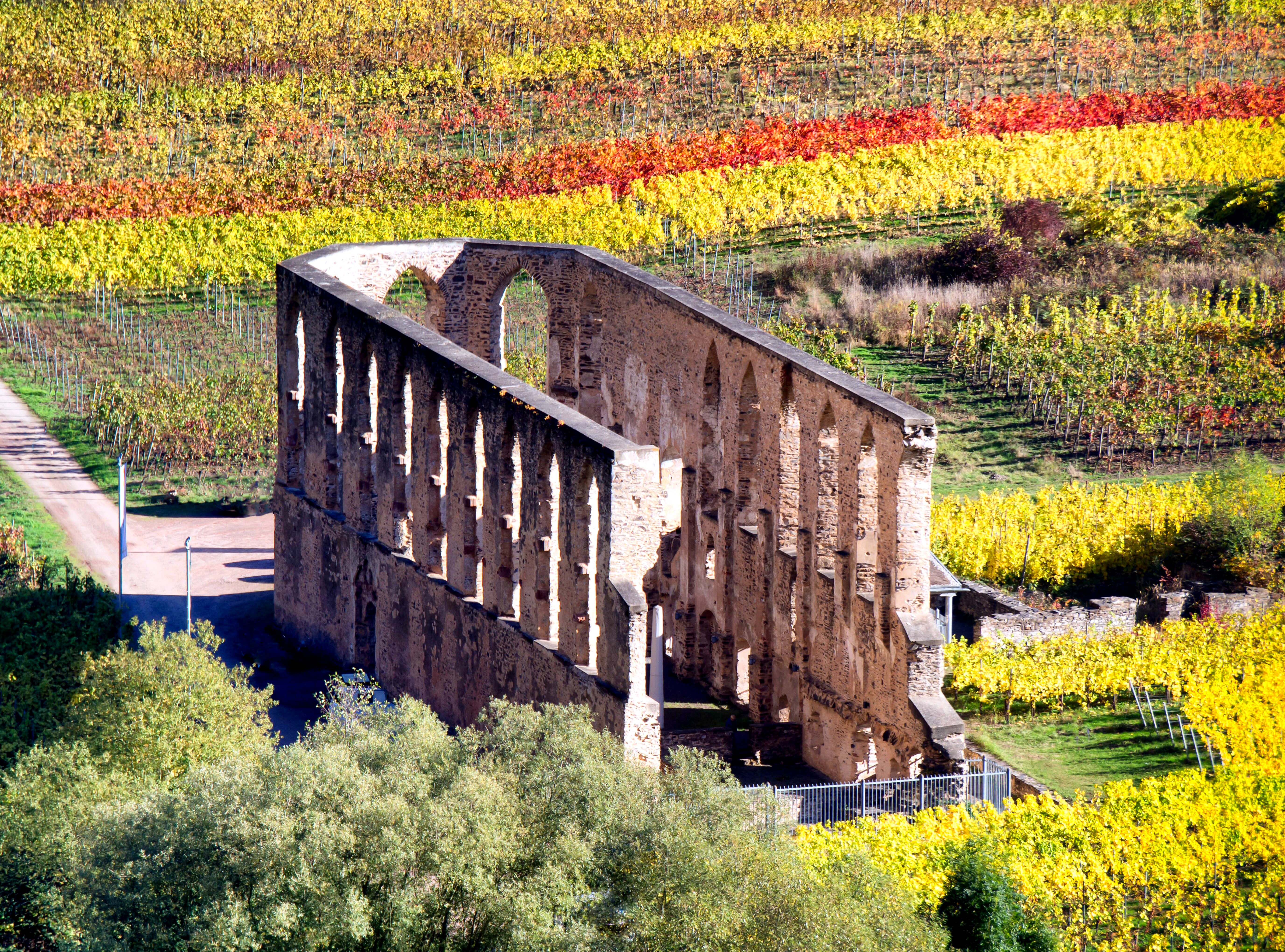
Luftaufnahme der Klosterruine

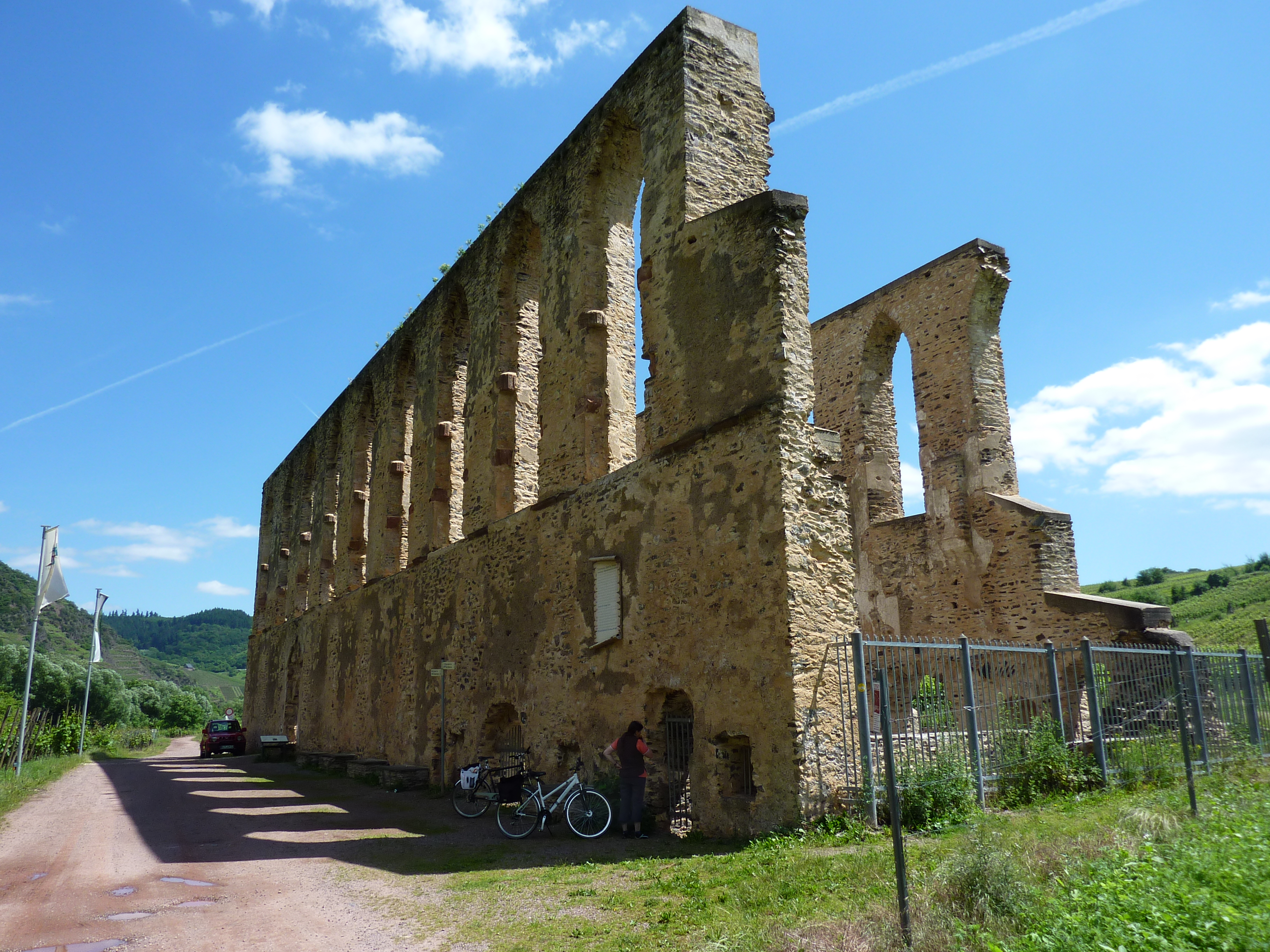
Klosterruine Stuben

Kloster Stuben (1137–1802) ist ein ehemaliges Augustiner-Chorfrauen-Stift in Bremm, Rheinland-Pfalz.

## Lage
Die Ruine der Stiftskirche liegt auf einer Halbinsel bei Bremm an der Mosel. Das Gelände des ehemaligen Klosters wird zum Weinbau genutzt und ist durch die Marke Abtei Kloster Stuben als Einzellage bekannt geworden.

## Geschichte

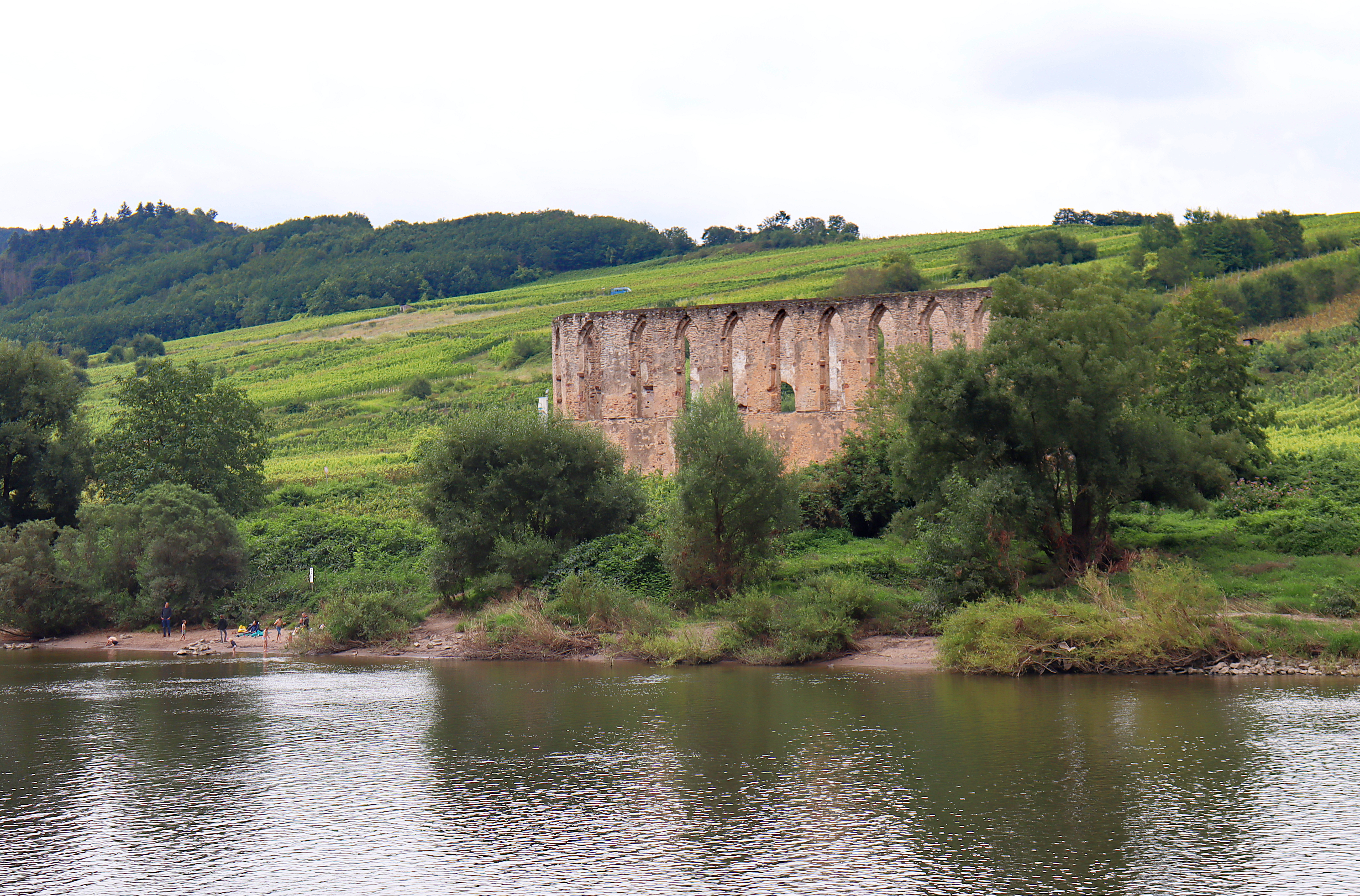
Blick über die Mosel bei Bremm auf die Klosterruine Stuben

Die Gründung des Stifts zu Beginn des 12. Jahrhunderts geht auf die Augustinerchorherren von Springiersbach zurück. Der Adlige Egelolf übergab Abt Richard I. von Springiersbach auf Wunsch seiner Tochter Gisela sein Burghaus, eine Kapelle und sonstige Besitzungen auf einer Landzunge bei Bremm zur Errichtung eines Klosters – eine Schenkung, die es diesem ermöglichte, eine Nikolauskirche errichten zu lassen. Stuben wird zuerst als ecclesia beati Nicolai de insula, um 1160 als sorores de Insula erwähnt. 1137 hatte sich hier ein großer Frauenkonvent niedergelassen. Der Trierer Erzbischof Albero beschränkte diesen in seiner Gründungsbestätigung von 1137 auf 100 Frauen. Der Ritter Heinrich von Ulmen (nachweisbar 1202–1236) übergab seiner Schwester Irmgard als Vorsteherin des Stifts 1208 die Staurothek (heute im Diözesanmuseum Limburg an der Lahn) mit Kreuzpartikeln und weiteren Reliquien, die er vom vierten Kreuzzug aus Konstantinopel mitgebracht hatte. Stuben zog seitdem viele Pilger an. Zur Verehrung der Reliquie wurde um 1275 eine Kreuzkapelle errichtet. Trotz des wirtschaftlichen Niedergangs wurden 1685–1687 Klosterkirche und Kreuzkapelle neu erbaut. 1788 wurde das Stift in ein freies Damenstift umgewandelt, 1802 aufgehoben. Die Klostergebäude wurden 1820 auf Abriss versteigert.
Die Staurothek war mit anderen Reliquien im Zuge der Flucht vor den Franzosen auf die rechte Rheinseite gebracht worden.  (Siehe Limburger Staurothek)

## Siegel
Das Siegel zeigte das Stubener Kreuz, das byzantinische Doppelkreuz, das auch auf der Staurothek zu sehen ist, und den hl. Nikolaus.